# Tom Poes en de schat op het eiland
Tom Poes en de schat op het eiland is een ballonstripverhaal uit de Tom Poes-reeks. Het verhaal werd voorgepubliceerd in wekelijkse afleveringen in de Donald Duck in de nummers 1 t/m 7 van 1983. In 1983 verscheen het in de Oberon-reeks met volgnummer 27. Het verscheen hier niet als afzonderlijk album, maar werd gebundeld met Tom Poes en de boemerang.

## Verhaal
De bank van Rommeldam is overvallen en de dieven hebben een schat meegenomen. Tom Poes vermoedt dat Bul Super achter de bankroof zit en wil dit uitzoeken, maar Heer Bommel heeft hier helemaal geen zin in; hij wil liever wat ontspannen op een afgelegen eiland.
Heer Bommel en Tom Poes varen samen met kapitein Wal Rus naar het eiland, waar Bul Super en diens bende zich verscholen blijken te hebben. Om te voorkomen dat de geroofde schat wordt ontdekt, probeert Bul Super de indringers eerst uit te schakelen door ze in de krater van een uitbarstende vulkaan achter te laten, maar dit mislukt. Vervolgens vinden de drie vrienden de schat, die in een grot op het eiland is verborgen. De schurken proberen hierna met de schat van het eiland af te vluchten, maar dit mislukt dankzij Tom Poes. Er arriveert net op tijd een politieboot bij het eiland.

## Varia
In tegenstelling tot de meeste andere Tom Poes-verhalen opereert de schurk Bul Super hier zonder Hiep Hieper aan zijn zijde. In plaats daarvan heeft hij nu een eigen roversbende gevormd.